# 히로스에 료코
히로스에 료코(일본어: 広末 涼子, 1980년 7월 18일~)는 일본의 배우, 가수이다. 본명은 히로스에 료코(일본어: 廣末 涼子)로, 읽는 방법은 동일하다.

## 약력
- 1980년 7월 18일 - 고치시 오비야마치 마을에서 인테리어 잡화 가게를 운영하는 부모의 장녀로, 가나가와현 요코하마시 도쓰카구 히라도섬에서 태어나, 고치현 고치시에서 자랐다. 161cm, 혈액형 O형. 여동생이 1명 있다.
- 1993년 4월 - 고치 시립 죠호쿠 중학교에 입학했다. 육상부에 소속되어 높이뛰기 선수로 현 대회에서 2위로 입상했다. 한신 타이거즈 투수의 후지카와 큐지와는 중학교 동창이다.
- 1994년 - 제1회 쿠레아라실 "반짝반짝 페이스 콘테스트"에서 그랑프리를 수상하여, 동 CM로 연예계 데뷔했다. 그 후, 글리코 유업 "Big 요구르트 건강" P & G , NTT 도코모 , 메이지 제과 등 수많은 광고에 출연한다. 특히 1996년 출연한 NTT 도코모 호출기의 광고 "히로스에 료코, 호출기 시작"으로 일약 스타덤에 오르게 된다.
- 1995년 6월 - 후지 TV "하트에 S"로 첫 드라마 출연.
- 1996년 4월 - 시나가와여학원 고등부에 입학했다. 진학을 계기로 고치시에서 상경, 요코하마시의 이모 집에서 살기 시작했다.
- 1997년 4월 - 다케우치 마리야가 프로듀스한 "진심으로 사랑하기 5초전"으로 CD 발매, 약 60만장의 히트를 기록하며 성공적인 가수 데뷔를 하였다. 이후 오카모토 마요가 프로듀스한 두 번째 싱글 "다이 스키!"도 오리콘 1위를 기록해, "제48회 NHK 홍백가합전"에 첫 출전을 하였다. 여자 아이돌 가수가 데뷔년도에 홍백에 출전한 것은 1980년 마츠다 세이코와 이와사키 요시미 이후 17년만에 처음이었다.
- 1997년 7월 - 하라 마사토 감독의 "20세기 노스탤지아"로 영화 첫 주연. 이 작품으로 다수의 신인상을 수상.
- 1998년 10월 - "은하의 약속"으로 첫 무대에 도전하였다.
- 1998년 11월 - 와세다 대학 교육학부 국어국문학과에(자기 추천 입시) 합격.
- 1999년 2월 - 첫 콘서트 "RH DEBUT TOUR 1999"를 일본 무도관에서 개최하였다. 그 후 배우 활동에 전념하기 위해 2002년 2월 27일 베스트 앨범 "히로스에 료코 Perfect Collection"의 발매를 마지막으로 음악 활동을 중단하였다.
- 1999년 - 영화 "비밀"의 주연을 맡아, 시체스 카탈로니아 국제 영화제에서 최우수 여우주연상을 수상했다.
- 2003년 10월 - "배우 활동에 전념하고 싶다"는 이유로 와세다 대학을 자퇴했다.
- 2003년 12월 - 모델 오카자와 타카히로와 결혼과 함께 임신 중인 것을 발표하였다.
- 2004년 1월 - 오카자와 타카히로와 결혼식 피로연을 거행, 4월 10일 첫째 아들을 출산하였다.
- 2005년 7월 - 후지 TV 연속 드라마 "슬로우 댄스"로 활동을 복귀했다.
- 2008년 3월 - 자신의 홈페이지를 통해 남편 오카자와 타카히로와 이혼한 것을 발표했다.
- 2008년 9월 - 출연한 영화 "굿바이 Departures"가 제32회 몬트리올 국제 영화제에서 그랑프리를 수상. 또한 제81회 미국 아카데미 시상식에서 일본 영화 최초로 최우수 외국어영화상을 수상했다. 히로스에도 시상식에 참석, 감독의 다키타 요지로, 공동 주연의 모토키 마사히로, 요 키미코 등과 함께 단상에 섰다. 또한 히로스에도 요코하마 영화제 최우수 여우조연상을 수상했다.
- 2010년 10월 - 캔들 아티스트 캔들 준(CANDLE JUNE, 결혼후 본명: 히로스에 준/廣末 順, 결혼전 본명: 이즈쓰 준/井筒)과 재혼. 다음 해 2011년 3월 22일, 공식 홈페이지를 통해 둘째 아들의 출산을 발표했다.
- 2015년 7월 17일, 셋째 딸의 출산을 발표했다.
- 2023년 7월 23일 남편 캔들 준과의 이혼을 발표했다.

## 출연 작품

### 텔레비전 드라마

#### 연속 드라마
- 1995년
  - 사쇼 타에코 - 최후의 사건(1995년 7월 12일~9월 20일, 후지 TV) - 하야세 나오미 역
- 1996년
  - 목요 괴담 「 마법의 기분 」(1996년 1월 18일~3월 14일, 후지 TV) - 카와이 노조미 역
  - 롱 베케이션(1996년 4월 15일~6월 24일, 후지 TV) - 사이토 타카코 역
  - 쇼타의 초밥(1996년 4월 19일~9월 20일, 후지 TV) - 세키구치 미하루 역
  - 이런 나에게 누가(1996년 10월 15일~12월 17일, 후지 TV) - 야마시타 아카네 역
- 1997년
  - 목요 괴담'97 악령 학원(1997년 5월 1일~22 일, 후지 TV) - 하루카 역
  - 비치 보이즈(후지 TV) - 이즈미 마코토 역
    - 비치 보이즈(1997년 7월 7일~9월 22일)
    - 비치 보이즈 스페셜(1998년 1월 3일)
- 1998년
  - 성자의 행진(1998년 1월 9일~3월 27일, TBS) - 츠치야 아리스 역
  - 세상에서 아빠가 제일 좋아(1998년 7월 8일~9월 23일, 후지 TV) - 나카마치 타미 역
- 1999년
  - 립스틱(1999년 4월 12일~6월 28일, 후지 TV) - 하야카와 아이 역
- 2000년
  - Summer Snow(2000년 7월 7일~9월 15일, TBS) - 카타세 유키 역
  - 오야지(2000년 10월 8일~12월 17일, TBS) - 칸자키 스즈 역
- 2001년
  - 속도위반 결혼(2001년 7월 2일~9월 10일, 후지 TV) - 코타니 치요 역
- 2002년
  - 사랑따윈 필요없어, 여름(2002년 7월 12일~9월 13일, TBS) - 타카조노 아코 역
  - 오또상(2002년 10월 13일~12월 22일, TBS) - 신도 마코토 역
- 2003년
  - 모토 카레(2003년 7월 6일~9월 14일, TBS) - 사에키 마코토 역
  - 대하드라마 「 무사시 MUSASHI 」(2003년 1월 5일~12월 7일, NHK) - 오키쿠 역(※ 2003년 8월 출연.)
- 2005년
  - 슬로우 댄스(2005년 7월 4일~9월 12일, 후지 TV) - 코이케 미노 역
- 2008년
  - 야스코와 켄지(2008년 7월 12일~9월 20일, NTV) - 츠바키 에리카 역
- 2009년
  - 트라이앵글(2009년 1월 6일~3월 17일, 칸사이 TV) - 카츠라기 사치 역
- 2010년
  - 대하드라마 「 료마전 」(2010년 1월 3일~11월 28일, NHK) - 히라이 카오 역
- 2011년
  - 11명이나 있어!(2011년 10월 21일~12월 16일, TV 아사히) - 사나다 메구미 역
- 2013년
  - 스타맨 · 이 별의 사랑(2013년 7월 9일~9월 10일, 칸사이 TV) - 우노 사와코 역
  - 리갈 하이(후지 TV) - 벳푸 토시코 역
    - 리갈 하이 스페셜 1탄(2013년 4월 13일)
    - 리갈 하이 2기 "제4화"(2013년 10월 30일)
    - 리갈 하이 2기 "제8화"(2013년 11월 27일)
- 2014년
  - 성녀(2014년 8월 19일~10월 7일, NHK) - 오자와 마리아 역
- 2015년
  - 우로보로스 ~ 이 사랑이야말로 정의 ~(2015년 1월 16일~3월 20일, TBS) - 카시와바 유이코 역
- 2016년
  - 나오미와 카나코(2016년 1월 14일~3월 17일, 후지 TV) - 오다 나오미 역
  - 신의 혀를 가진 남자(2016년 7월 8일~9월 9일, TBS) - 미야비 역(※ "제4화"부터 출연.)
- 2017년
  - 부인은, 취급주의(2017년 10월 4일~12월 6일, NTV) - 오오하라 유리 역
- 2018년
  - 나와 꼬리와 카구라자카(2018년 10월 12일~11월 30일, TV 아사히) - 카세 토키와 역

#### 단편 드라마 & 특별출연
- 1995년
  - 하트에 S "제10화" 「 하치코의 꼬리 」편(1995년 6월 12일, 후지 TV) - 이케다 마미 역(※ 레귤러 방송 "제10화"에 출연.)
- 1997년
  - 내가 나로 있기 위해서(1997년 1월 3일, 후지 TV) - 나루세 야코 역
  - 연애방정식의 풀이법 「 짝사랑 」(1997년 2월 15일, 후지 TV) - 아츠코 역
  - 별의 금화 완결편 스페셜(1997년 4월 2일, NTV) - 하마노 사오리 역
  - 기묘한 이야기 97 가을 특별편 : 바이러스(1997년 10월 6일, 후지 TV) - 이즈미역
  - 춤추는 대수사선 연말 특별 경계 스페셜(1997년 12월 30일, 후지 TV) - 불량 소녀 역(※ 특별출연)
- 1998년
  - 세기말의 시 "제1화"(1998년 10월 14일, NTV) - 오가와 스미레 역(※ 특별출연)
- 2000년
  - 기적의 대역전 "제1화" 「 고스트 라이터 」 편(2000년 4월 7일, TBS) - 타카자와 유키 역
- 2001년
  - 기묘한 이야기 SMAP 특별편 : 어른 수험(2001년 1월 1일, 후지 TV) - 유카 역
- 2002년
  - SMAP×SMAP 특별편 - " 사랑해요 사랑의 극장 & 사랑의 노래 "(2002년 4월 29일, 칸사이TV) - 한국남자와 일본남자를 동시에 사랑하는 여자 역
    - ※ 초난강 스페셜 "미안해요" 편에 출연. 료코의 첫 한국어 연기 작품!!

- 2003년
  - 잃어버린 약속(2003년 9월 16일, 후지 TV) - 시노하라 아야코 역
- 2006년
  - 살아도 괜찮아? - 해바라기가 피는 집(2006년 3월 3일, 후지 TV) - 카와노 마키 역
  - 사랑과 죽음을 응시하며(2006년 3월 18 · 19 일, TV 아사히) - 오오시마 미치코 역
  - 토요 프리미엄 - 도쿄타워 : 엄마와 나, 때때로 아빠(2006년 11월 18일, 후지 TV) - 나리타 마사미 역
  - 기묘한 이야기 가을 특별편 : 쿄코상(2006년 10월 2일, 후지 TV) - 모리사와 이즈미역
  - 토요 프리미엄 - 아득한 약속(2006년 11월 25일, 후지 TV) - 마키세 쿄코 역(※ 네비게이터)
- 2007년
  - 토요 프리미엄 - 엄마가 요리를 하는 이유(2007년 3월 3일, 후지 TV) - 마나카 타마키 역
  - 세렌딥의 기적(2007년 3월 12일, NTV) - 천사 역(※ 네비게이터)
  - 기적의 동물원 2007 ~ 아사히야마 동물원 이야기(2007년 5월 11일, 후지 TV) - 토쿠나가 시오리 역
  - 롱 웨딩 로드! ~ 도쿄 VS 오사카 이유있는 결혼 이야기(2007년 7월 30일, TBS) - 니시미야 시즈카 역
  - 갈릴레오 "제3화"(2007년 10월 29일, 후지 TV) - 칸자키 야요이 역(※ 특별출연)
- 2008년
  - 토요 프리미엄 - 꿈을 찾는 법 가르쳐준다!(2008년 3월 8일, 후지 TV) - 마츠오 미야코 역
- 2009년
  - 미스터 브레인 "제1화"(2009년 5월 23일, TBS) - 구두 굽이 부러진 여자 역(※ 특별출연)
- 2010년
  - 24시간 테레비 「 미포링의 보조개 」(2010년 8월 28일, NTV) - 오카자키 사토코 역
  - 기묘한 이야기 20주년 가을 스페셜 ~ 인기 작가 경연편 : 번제(2010년 10월 4일, 후지 TV) - 아오키 준코 역
- 2012년
  - 히가시노 게이고 미스테리즈 "제9화" 「 결혼보고 」(2012년 9월 6일, 후지 TV) - 이이다 토모미 역
- 2013년
  - TV 아사히 개국 55주년 기념 「 쿠로사와 아키라 드라마 스페셜 ~ 들개 ~ 」(2013년 1월 19일, TV 아사히) - 유사 아키 역
  - 열쇠 없는 꿈을 꾸다 "제5화" 「 키미모토가의 유괴 」(2013년 9월 29일, WOWOW) - 키미모토 요시에 역
- 2014년
  - 젊은이들 2014 "제4화"(2014년 7월 30일, 후지 TV) - 요시카와 미즈키 역(※ 특별출연)
  - 백은의 잭(2014년 8월 2일, TV 아사히) - 후지사키 에루
- 2015년
  - 신춘 드라마 스페셜 「 대사각하의 요리사 」(2015년 1월 3일, 후지 TV) - 오오사와 히토미 역
  - 영원의 제로(2015년 2월 11일·14 일·15 일, TV 도쿄) - 사에키 케이코 역
- 2016년
  - 마츠모토 세이쵸 드라마 스페셜 : 지방신문을 사는 여자(2016년 3월 12일, TV 아사히) - 시오다 요시코 역
  - 도쿄 센티멘탈 "제12화"(2016년 4월 8일, TV 도쿄) - 미야나가 치카(※ 특별출연)
  - 미나토 가나에 서스펜스 : 망향 「 귤의 꽃 」(2016년 9월 28일, TV 도쿄) - 후쿠다 미사토 역
  - 이랬을지도 모를 여배우들 제2탄 - 2016 -(2016년 10월 10일, 후지 TV) - 히로스에 료코 역
    - ※ 2015년 제1탄 출연자: 다케우치 유코, 마키 요코, 미즈카와 아사미
    - ※ 2016년 제2탄 출연자: 히로스에 료코, 이가와 하루카, 사이토 유키

  - 불량아빠, 히어로가 된다! 벼랑 끝 인정 광고맨 분투기(2016년 12월 29일, TV 도쿄) - 이시하라 사치코 역
    - ※ 본편(유니버설 광고사: 당신의 인생, 팔아보겠습니다)에는 출연하지 않음. 스페셜에만 출연.

- 2017년
  - 이나가키가의 상주(2017년 3월 18일, WOWOW) - 이나가키 쿄코 역
  - 귀족탐정 "제7화"(2017년 5월 29일, 후지 TV) - 토쿠라 미츠에 역(※ 특별출연)
- 2019년
  - 부유하는 세상의 화가(2019년 3월 30일, NHK) - 장녀 세츠코 역
  - 컨피던스 맨 JP 스페셜 「 운세 편 」(2019년 5월 18일, 후지 TV) - 나미코 역(※ 게스트 출연)

### 영화
- 1997년
  - 20세기 노스탤지아(1997년 7월 26일 공개 , 다이에이) - 토요야마 안즈 역
- 1999년
  - 철도원(1999년 6월 5일 공개, 토에이) - 사토 유키코 역
  - 비밀(1999년 9월 25일 공개, 토호) - 스기타 모나미/나오코 역
- 2000년
  - 시끌시끌 시모키타자와(2000년 7월 7일 공개, 시네마 시모키타자와, ※ 1장면 출연)
- 2001년
  - WASABI : 레옹 파트 2 - 유미 역
    - 프랑스 개봉(2001년 10월 31일 공개, 유로파 코프)
    - 일본 개봉(2002년 2월 2일 공개, 일본 빅터)
- 2002년
  - 잼 필름스 "ARITA"(2002년 12월 28일 공개) - 노자키 마리코 역
    - ※ 옴니버스 형식의 영화로 이와이 슌지가 연출한 작품에 출연.
- 2003년
  - 연애사진 Collage of our Life(2003년 6월 14일 공개, 쇼치쿠) - 사토나카 시즈루 역
- 2004년
  - 하나와 앨리스(2004년 3월 13일 공개, 토호) - 아오이 유우 오디션 장면 현장직원 역(※ 카메오 출연)
- 2006년
  - Presents ~ 만능 열쇠(2006년 12월 9일 공개, Atmovie) - 유카리 역
- 2007년
  - 버블로 GO! 타임머신은 드럼 방식(2007년 2월 10일 공개, 토호) - 타나카 마유미 역
  - Little DJ ~ 작은 사랑 이야기 ~(2007년 12월 15일 공개, 데스페라도) - 우미노 타마키 역
  - 아기고양이의 눈물(2008년 1월 26일 공개, 토네이도 필름) - 유코 역
- 2008년
  - 굿' 바이: Good & Bye(2008년 9월 13일 공개, 쇼치쿠) - 코바야시 미카 역
    - ※ 제81회 아카데미상 외국어 영화상 수상작

- 2009년
  - 토로와 여행하다 THE MOVIE(2009년 4월 15일 공개, 후지 TV) - 본인 역(※ 옴니버스 영화)
  - 폭렬닌자 고에몬(2009년 5월 1일 공개, 쇼치쿠, 워너브라더스 재팬) - 아사이 차차 역
  - 비욘의 아내 ~ 벚나무와 민들레(2009년 10월 10일 공개, 토호) - 아키코 역
  - 제로 포커스(2009년 11월 14일 공개, 토호) - 우하라 데이코 역
- 2010년
  - FLOWERS - 플라워즈 -(2010년 6월 12일 공개, 토호) - 케이 역
- 2012년
  - LOVE 마사오가 간다!(2012년 6월 23일 공개, 쇼치쿠) - 스나가 사토미 역
  - 열쇠 도둑의 방법(2012년 9월 15일 공개, 클락 웍스) - 미즈시마 카나에 역
- 2013년
  - 벚꽃, 다시 한 번 카나코(2013년 4월 6일 공개, 쇼 게이트) - 키리하라 요코 역
- 2014년
  - 자쿠로자카의 복수(2014년 9월 20일 공개, 쇼치쿠) - 시무라 세츠 역
  - 마음을 남김(2014년 11월 22일 공개, 토에이) - 카사하라 유코 역
- 2015년
  - 하나와 미소시루(2015년 12월 19일 공개, Tokyo Theatres) - 야스타케 치에 역
- 2017년
  - 믹스(2017년 10월 21일 공개, 토호) - 요시오카 야요이 역
- 2018년
  - 러브×독(2018년 5월 11일 공개, 아스믹 에이스) - 후유키 레이코 역
  - 끝난 사람(2018년 6월 9일 공개, 토에이) - 하마다 쿠리 역

- 2020년
  - 거짓말 투성이 2(* 개봉예정작, GAGA) - 시노 역
  - 태양의 집(* 개봉예정작) - 이케다 메이 역

### 무대(연극)
- 1998년 [ 은하의 약속 ]
- 2001년 [ 요쓰야 괴담 ]
- 2003년 [ 에도막부 말기 순정전 ]
- 2003년 [ 비룡전 ]
- 2006년 [ 극장 스지나시 도쿄 공연 ] - ※ 3일째 게스트
- 2008년 [ 킬 ]
- 2012년 [ 나에게 불의 전차를(연출 정의신) ]
- 2018년 [ 상하이 문 ]

### 목소리 연기(더빙)
- TV 드라마 [ 바벨 ](2002년 5월 29일, BS 후지) - 마더 역
- TV 애니메이션 [ 로즈 오닐 큐피 ](2009년 12월~, WOWOW TV) - 나레이션
- 극장 애니메이션 [ 호두 까기 인형 ](2014년 11월 29일 공개, 아스믹 에이스) - 마우제링크스 부인 역
- TV 애니메이션 2시간 스페셜 [ 명탐정 코난: 코난 실종사건 ~사상 최악의 이틀~ ](2014년 12월 26일, 요미우리 TV) - 미즈시마 카나에 역

### 라디오
- 히로스에 료코의 간바라 나이트(TOKYO FM, JFN 계열)
  - 1996년 4월~2000년 3월(매주 수요일 23 시 25 분~23 시 55 분)
- 히로스에 료코의 RH 러브 언리미티드(JFN 계열)
  - 2000년 4월~2001년 3월(매주 금요일 22 시 30 분~22 시 55 분)
  - 2001년 4월~2001년 9월(매주 월요일 25 시~25 시 30 분)
- 라디오 드라마 " 스트리퍼 이야기 "(닛폰 방송) - 2018년 6월 11일 방송
- FM 극장 " 엔딩 컷 "(NHK - FM) - 2019년 2월 2일 방송

### 뮤직비디오
- 와사비 : 레옹 파트 2
- May - 이별의 햇살(さよならの陽射し)
- 쿠와타 케이스케 - 장난되어(悪戯されて)

### Web TV 프로그램
- 히로스에 베이커리(2007년 9월 7일~2008년 2월 22일,  FREAK TV)

### 출연 광고
1995년
- P&G 클레어라실
- 그리크 유업 - 그리크 빅 요구르트 건강

1996년
- DoCoMo 포켓벨
- 메이지 제과
- NTT 도코모
- 아스키 - 다비 스타리온

1997년
- 혼다 Live-Dio
- 닌텐도 - 스타폭스 64
- 맛의 소 - 쿠놀캅스프
- 아사히음료 - 미츠야사이다

1998년
- 사쿠라 은행

1999년
- 시세이도 - 플라우디어
- 아파렐

2000년
- 킬린 빌
- FT-Shiseido SUPER MILD
- 타마노이

2001년
- 에닉스
- 모리나가 유업
- 파디
- 일본도로공단
- Nissin U.F.O 라면광고

2003년
- DIP 주식회사
- 야후! BB - 인터넷 프로바이트
- 쿠와야마 앙블라세 러브포레버(桑山 アンブラッゼ Love Forever)
- DVD 잡지 Network RH Avenue
- 라이프카드(ライフカㅡド)

2006년
- 코카콜라
- 시세이도 - 츠바키
- 케이오 그룹

2008년
- 메이지 제과 - 가르보칩스
- 디나 - 모바 케이타운
- 시세이도 - 시세이도 2008 섬머 캠페인

2009년
- 메이지 제과 - 밀크 초콜릿
- 코와 - 신 캬베진 코와S(위장약)

2010년
- 메이지 제과 - 수제 초콜릿
- 킷코만 간장
- 시세이도 - 화장수 엘릭시르 화이트

2012년
- LIXIL - 건축 · 주택 설비 메이커
- Niko and ...

2013년
- 고치현 프로모션

2014년
- GREE 「 몬스터 헌터 로아 오브 카드 」

2016년
- 산토리
- 라쿠텐

2018년
- 세사가미 홀딩스 - 파라다이스 시티
- CHINTAI 외 다수 출연

## 음반
- 1. Majiで Koiする 5秒前(진심으로 사랑하기 5초전)
- 2. ジンズ(Jeans)
- 3. 大スキ!(너무 좋아!)
- 4. 風の プリズム(바람의 프리즘)
- 5. プライベイト(Private)
- 6. リズム(Rhydhm)
- 7. あのつくことば(아노 츠쿠 코토바)
- 8. Summer Sunset(섬머 선셋)
- 9. Nnnn~キッス!(음~키스!)
- 10. 明日へ(내일로)
- 11. 大人ならないように(어른이 되지 않으려니)
- 12. 睡蓮の 舟(수련의 배)
- 13. なんてったって 今日は クリスマス!(뭐라 하든 오늘은 크리스마스!)
- 14. Letters(편지)
- 15. Snow Letter(스노우 레터)
- 16. 言い 出せないて(말이 나오지 않아)
- 17. ヨリミチ(요리미치)
- 18. 2 Seat(투 시트)
- 19. It's my Idol(이것은 나의 아이돌)
- 20. Walk Out!(워크 아웃!)
- 21. 果實(과실)
- 22. 戀の カウンセル(사랑의 카운슬러)
- 23. Crescent River~ 三日月の舟に搖られて(크리신트 리버~삼일월의 배에 눈부시게)
- 24. ハッピイ バㅡスデイ(생일 축하해)
- 25. 眞冬の 星座たちに 守られて(진정한 겨울의 성좌들이 지키게)
- 26. アリガト!(고마워!)

## 수상 내역
* 수상 연도는 시상식 개최 시점을 기준으로 표기함.
1996년
- 제10회 더 텔레비전 드라마 아카데미상 신입배우상 "쇼타의 초밥"
- 제34회 골든 애로우상 그래프상

1997년
- 제21회 일본 아카데미상 신인배우상 "20세기 노스탤지아"
- 제14회 더 텔레비전 드라마 아카데미상 여우조연상 "비치 보이즈"
- 제52회 마이니치 영화 콩쿠르 스포니치 그랑프리 신인상 "20세기 노스탤지아"
- 제19회 요코하마 영화제 최우수 신인상 "20세기 노스탤지아"
- 제23회 오사카 영화제 최우수 신인상
- 제35회 골든 애로우상 최우수 신인상
- 제2회 일본 인터넷 영화 대상 - 일본영화 부문 - 신인상 "20세기 노스탤지아"

1999년
- 제12회 닛칸스포츠 영화 대상 신인상 "비밀","철도원"
- 제9회 일본 영화 비평가 대상 신인상
- 제23회 야마지 후미코 영화상 신인여우상
- 제4회 일본 인터넷 영화 대상 - 일본영화 부문 - 여우주연상 "비밀"

2000년
- 제33회 시체스 카탈로니야 국제 영화제 최우수 여우주연상 "비밀"
- 제23회 일본 아카데미상 우수 여우주연상 "비밀" , 우수 여우조연상 "철도원"
- 제26회 더 텔레비전 드라마 아카데미상 여우조연상 "Summer Snow"
- 제27회 더 텔레비전 드라마 아카데미상 여우조연상 "오야지"

2003년
- 제38회 더 텔레비전 드라마 아카데미상 여우조연상 "모토 카레"
- 제41회 골든 애로우상 연극상

2008년
- 제30회 요코하마 영화제 여우조연상 "굿' 바이: Good & Bye"

2009년
- 제32회 일본 아카데미상 우수 여우주연상 "굿' 바이: Good & Bye"

2010년
- 제33회 일본 아카데미상 우수 여우주연상 "제로 포커스

2012년
- 제55회 블루 리본상 여우조연상 "열쇠 도둑의 방법"
- 제17회 일본 인터넷 영화 대상 - 일본영화 부문 - 여우조연상 "열쇠 도둑의 방법"

2013년
- 제36회 일본 아카데미상 우수 여우조연상 "열쇠 도둑의 방법"

2014년
- 제27회 닛칸스포츠 영화 대상 여우조연상 "마음을 남김", "석류 나무 언덕의 복수"

2015년
- 제35회 하와이 국제 영화제 경력 공로상

## 사건사고
2025년 4월 8일 시즈오카현에 있는 한 병원에서 간호사를 폭행한 혐의로 경찰에 현행범 체포되었다.